# David Thomas, 1. Viscount Rhondda

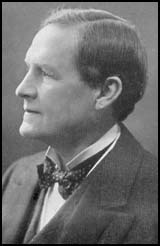
David Alfred Thomas, um 1915

David Alfred Thomas, 1. Viscount Rhondda (manchmal D. A. Thomas genannt; auch Lord Rhondda; * 26. März 1856 in Ysgyborwen, Glamorgan, Wales; † 3. Juli 1918 in Llanwern, Monmouthshire, Wales) war ein liberaler walisischer Politiker, 1888 bis 1910 Abgeordneter im House of Commons für den Wahlbezirk Cardiff und Minister für Ernährungsfragen von 1917 bis 1918, der 1916 geadelt wurde.

## Leben

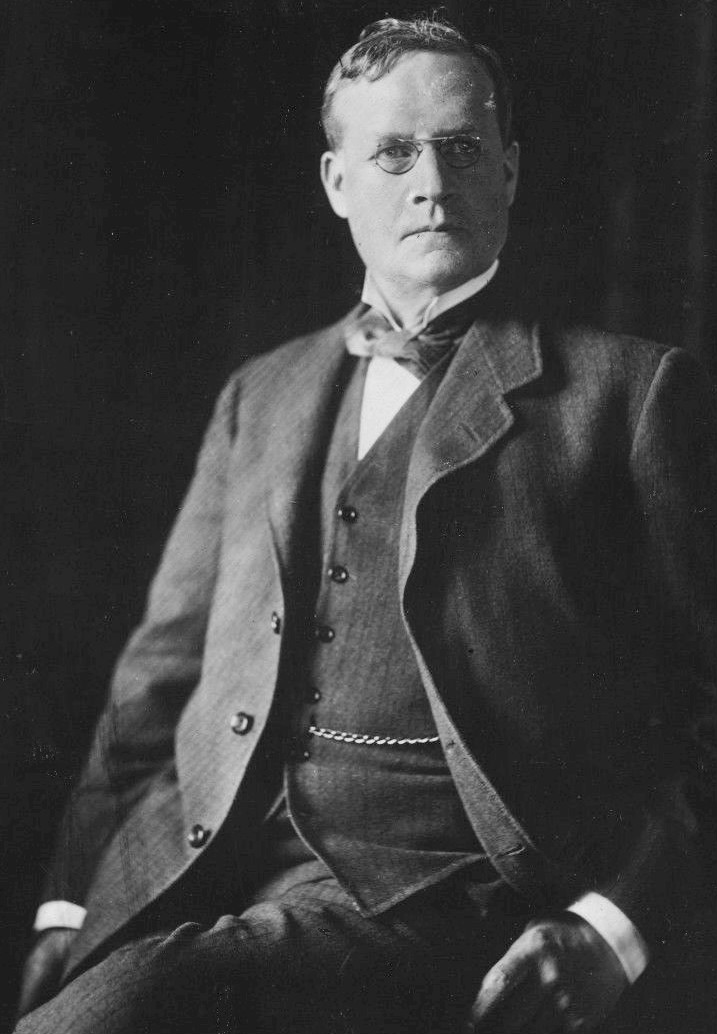
D. A. Thomas (undatiert).

D. A. Thomas kam 1856 als einziges Kind des begüterten Kohlemagnaten Samuel Thomas aus Aberdare und dessen zweiter Frau Rachel (geb. Joseph) zur Welt. Er studierte am Gonville and Caius College der Universität Cambridge und wurde nach Abschluss des Studiums Seniorpartner in dem Unternehmen Thomas and Davey, dem in der Region Rhondda Valley mehrere Kohlebergwerke gehörten. Obwohl Thomas aus einer wohlhabenden Familie stammte und ein hohes Einkommen hatte, war er sehr bescheiden und lebte relativ einfach. In seinen späteren Jahren gab es unter seinen Parteikollegen das Sprichwort: „Thomas hat das Einkommen eines Herzogs und den Geschmack eines Bauern!“
Am 27. Juni 1882 heiratete Thomas Sybil Margaret Haig (1857–1941), eine Cousine von Douglas Haig, 1. Earl Haig. Ihre Tochter Margaret wurde 1883 geboren. Das Verhältnis von Thomas zu seiner Tochter zeigt sein Ausspruch „Wir sind weniger wie Vater und Tochter, wir sind mehr wie Freunde“.
Thomas, Mitglied der Liberalen, wurde 1888 zum Mitglied des Parlaments des südwalisischen Verwaltungsbezirks Merthyr Tydfil gewählt. Später vertrat er im Parlament Cardiff bis 1910. Obwohl selbst Agnostiker, sprach er sich für Freikirchler aus und wurde Mitbegründer der Soar Welsh Calvinistic Church von Cwmaman.
Nach Beginn des Ersten Weltkrieges beauftragte der amtierende britische Premierminister David Lloyd George Thomas mit der Munitionsversorgung der britischen Truppen und der Ausarbeitung entsprechender Arrangements und Verträge mit der amerikanischen Regierung. Nach Beendigung der Verhandlungen buchte er im April 1915 für sich und seine politisch interessierte Tochter, die ihn auf der Geschäftsreise begleitet hatte, eine Passage Erster Klasse auf dem britischen Luxusdampfer Lusitania, um nach Großbritannien zurückzukehren. Die Lusitania wurde am 7. Mai vor der südirischen Küste von einem deutschen U-Boot versenkt, mehr als tausend Menschen starben. D. A. Thomas und seine Tochter wurden in der Verwirrung auf dem Schiff voneinander getrennt und sprangen separat voneinander über Bord. Beide überlebten das Unglück.
1916 wurde D. A. Thomas in Anerkennung seiner politischen Bemühungen der erbliche britische Adelstitel Baron Rhondda verliehen. Mit dem Titel war ein erblicher Sitz im House of Lords verbunden. Im selben Jahr wurde er zum Präsidenten des Local Government Board ernannt. Diesen Posten hatte er nicht lang inne, denn im Juni 1917 wurde Thomas zum Minister für Ernährungsfragen ernannt und setzte sich fortan für die Einführung von Lebensmittelrationen für die Dauer des Krieges ein. Im Juni 1918 wurde ihm zusätzlich der Adelstitel Viscount Rhondda verliehen. Doch Thomas verstarb kurz danach, am 3. Juli 1918 in Llanwern, Monmouthshire.
Die Viscountwürde war ihm mit dem besonderen Zusatz verliehen worden, dass dieser Titel in Ermangelung männlicher Nachkommen auch an seine Tochter und deren männliche Nachkommen vererbbar sei. So beerbte ihn seine Tochter Margaret Mackworth als 2. Viscountess, während der Titel Baron Rhondda erlosch.